# Elise Haighton
Pour l’article homonyme, voir Haighton.
Elise Adelaïde Haighton (28 mai 1841 – 11 août 1911) est une écrivaine et journaliste néerlandaise, féministe et libre penseuse. À une époque où les femmes ne sont pas censées publier d'œuvres littéraires, elle écrit sous les pseudonymes Hroswitha ou Brun(e)hilde.

## Jeunesse
Elise Adelaïde Haighton naît le 28 mai 1841 à Amsterdam. Elle est l'une de dix enfants de Richard Haighton (1802-1866), courtier, et d'Antoinette Petronella Martha Finkensieper (1811-1892). Elle est l'une des premières femmes aux Pays-Bas à obtenir le certificat d'enseignant secondaire néerlandais.  On ne sait pas grand-chose de sa vie avant qu'elle ne devienne connue comme écrivaine en 1870. Après la mort de son père, elle doit gagner sa vie et aider sa nombreuse famille et travaille comme institutrice pendant quelques années, une des rares professions accessibles aux femmes à cette époque,.  
Elle a été l'une des premières femmes aux Pays-Bas à obtenir le certificat d'enseignement   

## Ecriture
Pendant plusieurs années, Elise Haighton suit les conférences historiques que le scientifique littéraire Willem Doorenbos (nl) donne pour les femmes. Dans les années 1870, elle publie la transcription de ses conférences (Voorlezingen over Geschiedenis, door Dr. W. Doorenbos, Haarlem 1872-1875 en quatre volumes) puis sa biographie, après sa mort, en 1906. 
Stimulée par Willem Doorenbos, Elise Haighton commence une carrière littéraire. Elle utilise d'abord deux pseudonymes puisque les femmes n'étaient pas censées publier de la littérature à l'époque : Brunhilde (ou Brunehilde) et Hroswitha. Son pseudonyme Hroswitha fait référence à l'écrivain médiéval Hroswitha, qui a trouvé la liberté dans l'ascèse d'une vie monastique et a consacré sa vie à l'étude, tandis que Brunhilde fait référence à une guerrière mythique qui refuse de s'abaisser devant l'homme en qui elle ne veut pas reconnaître son supérieur.
Elise Haighton écrit sur les femmes qui se distinguent d'une manière ou d'une autre, qu'il s'agisse de personnalités historiques ou de contemporaines comme Anne-Marie de Schurman, Elise van Calcar (nl), Mina Kruseman (en) ou Clara Ziegler. Selon elle, les femmes, tout comme les hommes, doivent se perfectionner le plus possible et se rendre utiles à la société.
En 1876, elle est l'une des initiatrices du Musée de la lecture pour les femmes (nl), une bibliothèque publique pour femmes à Amsterdam.

## Féminisme et libre pensée
Elise Haighton est une libre penseuse et féministe. Elle voit l'Église chrétienne, qu'elle soit calviniste ou catholique, comme un obstacle pour les femmes qui aspirent au développement intellectuel et à l'autonomie. Par conséquent, elle devient membre de l'association des libres penseurs De Dageraad (qui s'intéresse à la situation des femmes dans différents pays) et en est la première femme membre du conseil d'administration. De 1882 à 1885, elle est secrétaire de rédaction, ce poste est salarié à partir de 1883, ce qui lui permet de gagner sa vie.  Avec d'autres membres féministes, comme Aletta Jacobs, Wilhelmina Drucker et Titia van der Tuuk, elles font de l'émancipation des femmes un thème central du mouvement. Lors des conférences qu'elle donne pour De Dageraad, Elise Haighton affirme que la situation des femmes n'est pas fondamentalement différente de celle des esclaves, reproche aux femmes de manquer d'ambition et les appelle à lutter efficacement pour l'égalité d'accès à l'éducation et au marché du travail, avec un salaire égal pour un travail égal et l'égalité des droits de vote. Elise Haighton participe avec Titia van der Tuuk à l'organisation de la tentative d'inscription d'Aletta Jacobs, qui est la seule à remplir les exigences du suffrage censitaire, sur les listes électorales et publie, en 1883, un article sur Aletta Jacobs, A Dutch Lady-Doctor' (over Aletta Jacobs) dans : The Phrenological Journal,.
Mais des désaccords éclatent, à partir de 1883, dans les milieux socialistes sur la voie à suivre et Elise Haighton est souvent critiquée. Lorsque sa grande amie Aletta Jacobs entame une relation avec le réformateur Carel Victor Gerritsen, elle en est très contrariée et part pour le Suriname en 1885, en tant que gouvernante dans la famille du nouveau gouverneur du pays, H.J. Smidt. Au départ de celui-ci, elle reste encore quelques années à Paramaribo comme enseignante,.  
En 1892, Elise Haighton est de retour aux Pays-Bas. De ses huit années passées au Surinam, elle ne raconte rien dans ses écrits. Aux Pays-Bas, on l'accuse parfois de ne pas prêter attention aux femmes de la classe ouvrière et de ne parler qu'aux femmes de la haute bourgeoisie et de la classe moyenne, ce que ses écrits et ses actions en Europe démentent. Par contre, dans la colonie, la question peut se poser. On peut supposer que, dans le contexte historique, les idéaux socialistes et féministes ne s'étendent pas aux autochtones qui sont supposés avoir leurs propres normes. Pourtant, il reste surprenant que, pendant des années, une militante socialiste ait continué à s'isoler dans un environnement élitiste.
Elle reprend ses activités, rédigeant une série de manuels pour « la femme économiquement indépendante » et devient une employée permanente de l'hebdomadaire De Amsterdammer, dans la rubrique féminine. Elle prend une part active au mouvement féministe, qui s'est davantage organisé entre-temps. En 1893, elle est cofondatrice du syndicat d'enseignants Thugatêr, dont elle est membre jusqu'en 1897.
Convaincue que les femmes doivent également représenter leurs propres intérêts politiques, elle milite pour le droit de vote des femmes et rejoint, en 1894, le conseil d'administration de l'Association pour le droit de vote des femmes (Vereeniging voor Vrouwenkiesrecht, VVK), nouvellement crée. dont elle est secrétaire jusqu'en 1896. Au nom du VVK, elle devient membre du comité de rédaction de l'hebdomadaire pour les femmes Evolutie en 1896.  en 1894, peu après sa fondation. 

### Exposition nationale du travail des femmes
Elise Haighton le joue un rôle important dans l'organisation de l'Exposition nationale du travail des femmes à La Haye en 1898, notamment en tant que co-organisatrice du département des Antilles. L'organisation du comité fait venir une jeune surinamaise, Louise Yda. « La Commission pensait que ce serait bien, comme illustration, de faire venir une vraie femme du Surinam qui pourrait parler un peu avec tout le monde, tout en vendant de la confitures, un jus de fruit ou un cigare. ». Elise Haighton est consternée par l'ignorance et la grossièreté avec lesquels les visiteurs traitent la jeune femme. Elle publie un entretien avec la jeune femme : « Elle est née dans la liberté et douée d'une grande acuité, de confiance en soi et d'un sens des responsabilités. Cela la vexait d'être constamment prise en pitié pour avoir prêté ses services à la section "les Antilles". ». 

### Niveau international
À partir de 1896, Elise Haighton est présente parfois en tant que conférencière, toujours en tant que journaliste, à tous les congrès internationaux de femmes en Europe : les Congrès féministes internationaux de Paris (1896), Berlin (1896) et Bruxelles (1897), les congrès du Conseil international des femmes à Londres (1899) et Berlin (1904) et les congrès de l'Union mondiale pour le droit de vote des femmes à Copenhague (1906), Amsterdam (1908) et Londres (1909). Dans ses conférences, Elise Haighton s'oppose aux bas salaires et aux conditions de travail déplorables des ouvrières d'usine et à l'iniquité et à l'incapacité légalement établies de la femme mariée. Les femmes dépendent alors des hommes et n'ont aucun pouvoir politique, ni le droit de vote. 

## Fin de vie
Elise Haighton reste active dans le mouvement des femmes jusqu'à sa mort le 11 août 1911 à La Haye,. Après sa mort, elle est incinérée en Allemagne car la crémation est encore interdite par la loi aux Pays-Bas.

## Publications (sélection)
- (nl) Mevr. E. van Calcar. De dubbele roeping der vrouw, dans : De Gids, 1873, IV, 177-207
- (nl) Louise's liefde. Een karakterschets , Deventer 1879
- (nl) De vrouw in Nederland, dans : Vragen des Tijds, 1883, I, 385-400
- (nl) A Dutch Lady-Doctor (over Aletta Jacobs)n dans : The Phrenological Journal, 1883, 1, 199-205, 259-261[12]
- (nl) Een teeken des tijds  dans : Vragen des Tijds, 1884, II, 74-88
- (nl) Zijn wagen kruien en er zelf inzitten. I. Betalen. II. Van houen & trouwen, uit het Burgerlijk Wetboek. III. Beroepskeuze der vrouw. Een studie, Amsterdam 1893-1895
- (nl) Het heele land in 't klein. (Een woord tot alle hooggestemde mannen en vrouwen), dans: Vragen des Tijds, 1895, II, 166-184
- (nl) Cornélie Huygens en het feminism, dans: Evolutie, 29.4.1896, 36-38
- (nl) Te Parijs (over het Internationale Feministencongres te Parijs), dans: De Amsterdammer, 31.5 en 14.6.1896
- (nl) Het vrouwencongres te Berlijn, dans: Sociaal Weekblad, 10.10.1896, 326-328
- (nl) Het Feministen-congres te Brussel van 4-8 Augustus dans : De Amsterdammer, 29.8 en 5.9.1897
- (nl) Het gevangeniswezen, dans : Nationale Tentoonstelling van Vrouwenarbeid: Maatschappelijke Toestand der Vrouwen, Amsterdam 1899, 87-114
- (nl) Terugblik op de vergadering van den Intern. Raad en het Intern. Congres van vrouwen dans : De Amsterdammer, 16.7.1899
- (nl) Is wettelijke regeling van vrouwenarbeid gewenst?, dans : Vragen des Tijds, 1903, II, 50-76
- (nl) Internationale vrouwen-energie' (over het congres van de Internationale Vrouwenraad te Berlijn), dans : Vragen van den Dag, 1904, 704-722
- (nl) Groote woorden dans : De Dageraad. Geschiedenis, Herinneringen en Beschouwingen, 1856-1906, Amsterdam, 1906, pp. 285-286
- (nl) De wereldbond voor vrouwenkiesrecht te Kopenhagen dans : Vragen des Tijds, 1907, 1, 134-150
- (nl) Hoe de internationaal verbonden vrouwen voor haar kiesrecht werken (over het congres van de Wereldbond voor Vrouwenkiesrecht te Amsterdam) dans : Vragen van den Dag, 1908, 851-861
- (nl) Het Londensche congres voor vrouwenkiesrecht, dans : Vragen des Tijds, 1909, II, 304-318.